# Roi Ai de Chu
Le Roi Ai de Chu (chinois : 楚哀王 ; pinyin : Chǔ Āi Wáng, (???-228 av. J.C), est le vingt-quatrième Roi de l'état de Chu. Il règne brièvement en 228 av J.C., durant la Période des Royaumes combattants de l'histoire de la Chine. 
Son nom de naissance est Xiong You (chinois traditionnel : 熊猶), "Roi Ai" étant son nom posthume. Il est le fils du Roi Kaolie de Chu et le frère cadet du Roi You de Chu.
Lorsque le Roi You de Chu meurt en 228 av J.C.,, le Prince You lui succède et devient le nouveau roi de Chu. Mais il ne règne que deux mois, avant d’être assassiné par les soutiens de son demi-frère ainé, le Prince Fuchu. Fuchu monte alors sur le trône et devient le nouveau, et dernier, Roi de Chu.